# Weber County
Das Weber County  ist ein County im Bundesstaat Utah der Vereinigten Staaten. Das U.S. Census Bureau hat bei der Volkszählung 2020 eine Einwohnerzahl von 262.223 ermittelt. Der Sitz der Countyverwaltung (County Seat) und zugleich die größte Stadt ist Ogden. Die Weber State University (gegründet 1889) befindet sich in Ogden.

## Geographie
Das County eine Fläche von 1708 Quadratkilometern, davon sind 217 Quadratkilometer Wasserflächen. Es grenzt im Uhrzeigersinn an die Countys: Cache County, Rich County, Morgan County, Davis County und Box Elder County.

## Geschichte
Weber County wurde am 3. März 1852 gegründet. Er hat den Namen vom Weber River erhalten. Der Weber River wurde nach dem Trapper und Siedler John Henry Weber (1779–1859) benannt.

## Demografische Daten

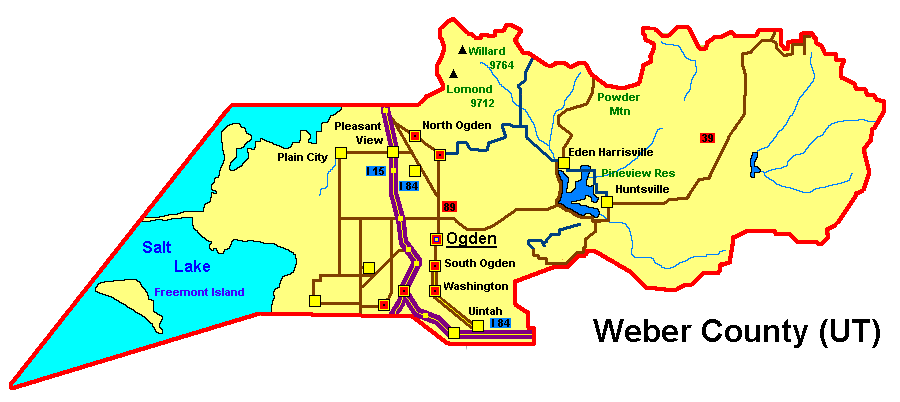
Weber County (UT) Details

Nach der Volkszählung im Jahr 2000 lebten im Weber County 196.533 Menschen. Es gab 65.698 Haushalte und 49.536 Familien. Die Bevölkerungsdichte betrug 132 Einwohner pro Quadratkilometer. Ethnisch betrachtet setzte sich die Bevölkerung zusammen aus 87,69 % Weißen, 1,40 % Afroamerikanern, 0,77 % amerikanischen Ureinwohnern, 1,28 % Asiaten, 0,16 % Bewohnern aus dem pazifischen Inselraum und 6,59 % aus anderen ethnischen Gruppen; 2,12 % stammten von zwei oder mehr ethnischen Gruppen ab. 12,65 % der Bevölkerung waren spanischer oder lateinamerikanischer Abstammung.
Von den 65.698 Haushalten hatten 40,30 % Kinder und Jugendliche unter 18 Jahre, die bei ihnen lebten. 60,20 % waren verheiratete, zusammenlebende Paare, 10,70 % waren allein erziehende Mütter. 24,60 % waren keine Familien. 20,00 % waren Singlehaushalte und in 7,60 % lebten Menschen im Alter von 65 Jahren oder darüber. Die Durchschnittshaushaltsgröße betrug 2,95 und die durchschnittliche Familiengröße lag bei 3,42 Personen.
Auf das gesamte County bezogen setzte sich die Bevölkerung zusammen aus 31,00 % Einwohnern unter 18 Jahren, 12,60 % zwischen 18 und 24 Jahren, 27,90 % zwischen 25 und 44 Jahren, 18,10 % zwischen 45 und 64 Jahren und 10,30 % waren 65 Jahre alt oder darüber. Das Durchschnittsalter betrug 29 Jahre. Auf 100 weibliche Personen kamen 100,60 männliche Personen, auf 100 Frauen im Alter ab 18 Jahren kamen statistisch 98,20 Männer.
Das jährliche Durchschnittseinkommen eines Haushalts betrug 44.014 USD, das Durchschnittseinkommen der Familien betrug 49.724 USD. Männer hatten ein Durchschnittseinkommen von 36.239 USD, Frauen 24.719 USD. Das Prokopfeinkommen betrug 18.246 USD. 9,30 % der Bevölkerung und 6,90 % der Familien lebten unterhalb der Armutsgrenze. 11,10 % davon waren unter 18 Jahre und 5,50 % waren 65 Jahre oder älter.

## Städte und Orte
- Arsenal Villa
- Barton
- Cozydale
- Eden
- Evona
- Fairmont
- Farr West
- Five Points
- Gorder
- Harrisville
- Harrisville Heights
- Hermitage
- Hooper
- Huntsville
- Kanesville
- Kingsville Junction
- Liberty
- Little Mountain
- Marriott
- Marriott-Slaterville
- North Ogden
- Ogden
- Plain City
- Pleasant View
- Relico
- Riverdale
- Roy
- Slaterville
- South Ogden
- Taylor
- Uintah
- Uintah Highlands
- Uintah Junction
- Warren
- Washington Terrace
- West Haven
- West Ogden
- West Warren
- West Weber
- Wildwood
- Wilson